# アップルパイ (ゲーム会社)
株式会社アップルパイ (APPLE PIE Co., Ltd) は、東京都練馬区に本社を置くアダルトゲーム開発会社。
1992年にファミリーソフトのアダルトソフト部門として設立され、後に独立法人化された。
過去には漫画雑誌をメインにした編集プロダクションとしての業務も行っており、1993年から1999年までコミックパソコンパラダイス（メディアックス）、カラフルBEE（ビブロス）、コミック魔翔（三和出版）といった成人向けコミック誌や、美少女PCゲーム情報誌・カラフルAPEX（ビブロス）の編集をしていた。
多数のブランドを抱えていたメーカーでもある。また、分離独立したメーカーとしてサッキュバス (SUCCUBUS) がある（現在は消滅）。

## ブランドと主な作品

### APPLE PIE
- E[i:] 東京巨乳(ラブ)ストーリー
- 爆裂少女隊Tバックス/超・爆
- 聖少女戦隊レイカーズシリーズ
- DENGEKI DEVISON
- メタモルミーナ
- えれめんたる王
- 美少女雀士Mu
- エルフの若奥様
- 麗獣 ～TWIN ROAD～
- 堕天使之住処
- 鬼コーチ!!
- LOVE・LOVE・ロボッ娘
- fern ～だからきみのこと～
- 性春謳歌
- 水天秤 ～嘆きの涙～
- 電脳妖精 (サイバーフェアリー)

### アップルパイ/コーヒーぶれいく
- メタルムーバー JUSTRIKE
- プレゼントデュオ
- ろしあんマージャン ハラショー!
- 定番!!バーチャ麻雀

### SUCCUBUS
- 雀姫 レディース・マージャン・リーグ
- 禁忌シリーズ
- 淫声シリーズ

### ちゃいむ
- キャバ手バカ一代
- 日陰者 ～凌辱の鳥篭～

### えん
- ネジレ
- 夕闇の童話